# Saison 1 de Duel au soleil
Cet article présente les épisodes de la première saison de la série télévisée Duel au soleil.

## Distribution

### Acteurs principaux
- Gérard Darmon : Commissaire principal Ange Renucci
- Yann Gael : Capitaine Sébastien Le Tallec
- Didier Ferrari : Lieutenant Toussaint Marchioni
- Jeanne Bournaud : Procureure Lise Darcourt
- Chloé Stefani : Joséphine Vissac, avocate et fille d'Ange Renucci
- Nathanaël Maïni : Lieutenant Paul Versini (épisodes 1-4, 6)
- Arnaud Churin : Dr Meynard, médecin légiste

### Acteurs secondaires
- François Berlinghi : Hyacinthe Riccardi, ami de Renucci, parrain
- Cécile Paoli : Laetitia « Léti », sœur de Renucci
- Daniel di Grazia : Bati, neveu de Renucci
- Michel Ferracci : Yves-Marie Angelini
- Pierre Salasca : Tony (épisodes 1-3, 5)
- Christiane Conil : Augusta (épisodes 1-3, 5)
- Jo Fondacci : Pierrot (épisodes 1-3, 5-6)
- Lionel Tavera : Pierre-Yves Leccia, entrepreneur véreux (épisodes 2-3, 6)
- Anita Sarxian : Marie Berini, logeuse de Le Tallec (épisodes 3, 5-6)

## Liste des épisodes

### Épisode 1:Aller simple
- Belgique : 30 septembre 2014 sur La Une
- France : 28 novembre 2014 sur France 2

- Belgique : 240 000 téléspectateurs[1] (première diffusion)
- France : 3,82 millions de téléspectateurs (15,4 % de part d'audience)[2] (première diffusion)

- Roselyne de Nobili : Jeanne Graziani
- Marie-Pierre Nouveau : Lydia Graziani
- Théo Costa-Marini : Félix Graziani
- Cédric Appietto : Augustin Graziani
- Henri Olmeta : Louis Versini
- Lauriane Goyet : La postière
- Frédéric Poggi : André Papi
- Antoine Belloni : Patron Café Manza

### Épisode 2:Le monde du silence
- Belgique : 30 septembre 2014 sur La Une
- France : 28 novembre 2014 sur France 2

- France : 3,29 millions de téléspectateurs (14,2 %)[2] (première diffusion)

- Marie Murcia : Louise Sforza
- Gray Orsatelli : Mani Valentini
- Élodie Fontan : Peggy
- Ghjulia Pierrini-Darcourt : Audrey Esteva
- Eliot Melchior : Petru Mariani

### Épisode 3:Les fantômes de Cauro
- Belgique : 30 septembre 2014 sur La Une
- France : 5 décembre 2014 sur France 2

- France : 3,52 millions de téléspectateurs (14,1 %)[3] (première diffusion)

- Franck Adrien : Colonel de la Reynie
- Nade Dieu : Florence Ruffin
- Michel Albertini : Jean Pacini
- Samuel Torres : Michel Pacini
- Chani Sabaty : Martine Albertini
- Charlie Joirkin : Laura
- Pierre Pasqualini : Interne hôpital
- Jocelyne Monier : Logeuse Florence
- Michel Bellier : Maroselli
- Jérémy Lézier : Nervi 1
- François Bergoin : Gilles Barbier

### Épisode 4:Dommages collatéraux
- Belgique : 7 octobre 2014 sur La Une
- France : 5 décembre 2014 sur France 2

- Belgique : 265 000 téléspectateurs[4] (première diffusion)
- France : 3,08 millions de téléspectateurs (12,8 %)[3] (première diffusion)

- Marie-Joséphine Oliva : Anna Lorenzi
- Nathalie Boutefeu : Laurence de Zerbi
- Marjorie Falusi : Clara de Zerbi
- Maxime Flourac : Alex Berger
- Romain Brethau : Luc Berger
- Delia Sepulcre : Lucile
- Mario Bastelica : Gauthier
- Thomas Bronzini de Caraffa : Berfini
- Marie-Joséphine Susini : Femme Ornetto
- Marie-Ange Geronimi : Fernande Camadini

### Épisode 5:Le sang n'est pas de l'eau
- Belgique : 7 octobre 2014 sur La Une
- France : 12 décembre 2014 sur France 2

- France : 3,38 millions de téléspectateurs (13,1 %)[5] (première diffusion)

- Marie-Joséphine Oliva : Anna Lorenzi
- Alexandre de Seze : Bruno Francheschi
- Guy Cimino : Pierre Costa
- François Bergoin : Gilles Barbier
- Maëva Pasquali : Alexia Debes
- Toussaint Martinetti : Hubert Costa
- Corinne Matteï : Xavière Costa
- Pierre-Marie Mosconi : Paul Santini
- Coco Orsoni : Patricia Santini
- Anto Méla : Matéo Santini
- Aurélien Naux : Ritton Santini
- Jacques Filippi : Maître d'hôtel Maquis
- Jean-Marie Orsini : André Marini
- Christian Ruspini : Louis Costa

### Épisode 6:Faux semblants
- Belgique : 7 octobre 2014 sur La Une
- France : 12 décembre 2014 sur France 2

- France : 3,12 millions de téléspectateurs (12,7 %)[5] (première diffusion)

- Franck Adrien : Colonel de la Reynie
- Marie-Joséphine Oliva : Anna Lorenzi
- Alexandre de Seze : Bruno Francheschi
- Ghjulia Pierrini-Darcourt : Audrey Esteva
- Taha Lemaïzi : Hakim Meziane
- Esther Laloum : Nadia Amzali
- Soufiane Guerrab : Malik Amzali
- Jean-Roger Renucci : Louis Paoli
- Gaël Assouma : Ali Bekar
- Jean-Pierre Lanfranchi : Pianiste du Dolce Vita
- Antonin Bergoin : Placier Corsica Ferries
- Rachid Bey Hafassa : Imam Ben Chaadli
- Luna Ancelin : Francesca Lorenzi